# Воркутинський міський округ
Воркути́нський міський округ (рос. Воркутинский городской округ, комі Вӧркута каркытш) — адміністративна одиниця Республіки Комі Російської Федерації.
Адміністративний центр — місто Воркута.

## Населення
Населення району становить 80061 особа (2017; 95854 у 2010, 134172 у 2002, 211600 у 1989).
Національний склад (станом на 2010 рік):
- росіяни — 63739 осіб (66,50 %)
- українці — 6523 особи (6,81 %)
- татари — 2382 особи (2,49 %)
- комі — 1401 особа (1,46 %)
- білоруси — 1259 осіб (1,31 %)
- чуваші — 934 особи (0,97 %)
- азербайджанці — 815 осіб (0,85 %)
- німці — 645 осіб (0,67 %)
- інші — 18156 осіб

## Адміністративно-територіальний поділ
На території району 5 міських поселень та 1 сільське поселення:
| Поселення                         | Площа, км² | Населення, осіб (1989) | Населення, осіб (2002) | Населення, осіб (2010) | Центр           | Населені пункти |
| --------------------------------- | ---------- | ---------------------- | ---------------------- | ---------------------- | --------------- | --------------- |
| Воргашорське міське поселення     | 3908,17    | 34563                  | 20840                  | 12044                  | Воргашор        | 3               |
| Воркутинське міське поселення     | 4446,48    | 121270                 | 87457                  | 70548                  | Воркута         | 1               |
| Єлецьке міське поселення          | 3060,26    | 1282                   | 793                    | 638                    | Єлецький        | 3               |
| Комсомольське міське поселення    | 2828,39    | 24241                  | 8937                   | 2995                   | Комсомольський  | 3               |
| Сєверне міське поселення          | 1797,26    | 28840                  | 14934                  | 9023                   | Сєверний        | 2               |
| Сивомаскинське сільське поселення | 5922,93    | 1404                   | 1211                   | 606                    | Сивомаскинський | 4               |

## Найбільші населені пункти
| № | Населений пункт | Населення, осіб (1989) | Населення, осіб (2002) | Населення, осіб (2010) |
| - | --------------- | ---------------------- | ---------------------- | ---------------------- |
| 1 | Воркута         | 121 270                | 87 457                 | 70 548                 |
| 2 | Воргашор        | 25 915                 | 19 100                 | 12 044                 |
| 3 | Сєверний        | 25 165                 | 14 274                 | 9 023                  |
| 4 | Заполярний      | 8 027                  | 4 708                  | 1 948                  |
| 5 | Комсомольський  | 14 982                 | 4 046                  | 1 047                  |